# Люксембург, Люксембург
«Люксембург, Люксембург» (укр. Люксембург, Люксембург) — украинский фильм 2022 года. Режиссёр фильма — Антонио Лукич. Снят в жанре трагикомедии и выпущен кинокомпанией «ForeFilms» в 2022 году.
Премьера фильма состоялась в сентябре 2022 года на Венецианском кинофестивале в конкурсной программе «Orizzonti». В украинский прокат лента вышла 13 апреля 2023 года.
Цифровая премьера фильма состоялась 14 июня 2023 года на стриминговой платформе Netflix.

## Сюжет
Два брата-близнеца (в исполнении Амиля и Рамиля Насировых из известной своим юмором и сельско-слобожанским колоритом хип-хоп-группы «Курган і Agregat») отправляются из Лубен в Люксембург, на поиски родного отца, который бросил их ещё в детстве.

## Производство
В начале октября 2020 года Совет по государственной поддержке кинематографии объявил фильм одним из победителей 14-го конкурсного отбора кинопроектов Государственного агентства Украины по вопросам кино. Бюджет фильма составил 28,5 миллионов гривен вместо заявленных 42,3 миллионов. Государство профинансировало около 20 млн грн. Остальной бюджет привлёк продакшн «ForeFilms» Владимир Яценко и Анны Соболевской.
Съёмки фильма проводились в мае-июле 2021 года и составила 54 съемочных дня. Основными локациями стали город Лубны, Полтавской области, Киев и Люксембург.

## Восприятие
На сайте агрегатор-рецензий Rotten Tomatoes фильм собрал 83 % положительных отзывов критиков. На сайте IMDb средняя оценка составила 8/10
.
Журналист «Общественное Культура» Евгений Мори в рецензии к фильму написал: «Фильм „Люксембург, Люксембург“ — история о двух братьях, пытающиеся побороть одиночество, возникшее в результате исчезновения отца. Один из братьев считает его героем, а другой старается держаться как можно дальше, даже от памяти о нём». Братья Насировы, по мнению обозревателя, прекрасно справились и с комедийными, и с трагическими сценами, в которых среди аутентичных декораций раскрывается разница между братьями. В то же время поступки Николая местами неуместно грубые, и этот персонаж в конце концов так и не исправляет ни своих ошибок, ни отношения к миру. Фильм не показал, как события повлияли на главных героев, поэтому и выводы остаются за кадром.
На сайте ITC.ua Никита Казимиров отозвался о фильме так: «Частично напоминает даже не полнометражный фильм, а комедийное видео для YouTube» из-за структуры сюжета. Поездка в Люксембург составляет небольшую долю, зато Лукич показывает сцены из обычной жизни двух братьев. Фильм вызывает ощущение неловкости, потому что «семья здесь — не поддержка, забота и понимание. Наоборот, это разочарование и сплошные проблемы». Выводы не проговариваются вслух, а главный герой, который так же и рассказчик, говорит намеренно сумбурно. Юмор в фильме несколько примитивный, но потому и легко понятный, а так же видна хорошая операторская работа. Показанная история «воспринимается на личном уровне, оставляя после себя горькое, но незабываемое послевкусие».
Елена Чиченина из общественной организации «Детектор медиа», отметила убедительные декорации и уместное использование суржика. Лукич, как и его персонажи, рано остался без отца, и передал двойной опыт этого в фильме. Судя по сценам в 90-х, отец Коли и Васи действительно любил детей, которые не могут без него завершить самоидентификацию. «Каждый реб`нок в таком положении переживает одновременно что-то уникальное, но есть в этом и много универсальности», что отсылает также к желанию украинцев выяснить свою историю и культуру, «кто мы такие и что было в нашем прошлом».
Согласно обзору Марины Григоренко из информационного агентства УНИАН, как и в дебютном фильме Мои мысли тихие, Лукич продолжил исследовать тему отношений детей и родителей, ещё больше углубившись в собственный опыт. Братья Насировы используют суржик и слобожанский говор, которые поддерживают замечательные монологи и диалоги. Фильм наполнен яркими персонажами, метким саундтреком и продуманными деталями. «Фильм смешной, но одновременно он поднимает серьёзную проблему роста детей без родителей — актуальную в 90-х годах и которая, к сожалению, из-за войны станет ещё более актуальна в будущем».
Джессика Кианг из журнала Variety описала фильм, как «стремительную, смешную украинскую драму о разрушенных семейных связях». Положение обоих братьев шаткое и к ним люди, от которых они зависят, относятся снисходительно. Кажется, что каждый брат стыдится другого, но их объединяет фигура отца, который внезапно снова появляется в их жизни. Через ряд комедийных эпизодов зрители видят национальный характер центральных персонажей: стойкость перед трудностями и напоминание, за что стоит бороться.
В течение первого уикенда проката фильм посмотрели 34 800 зрителей, а кассовые сборы составили 5,59 млн гривен.

## Награды
Режиссёр фильма — Антонио Лукич получил награду за лучшую режиссуру на 20-м Международном фестивале в Монте-Карло. Кинолента была представлена в основном конкурсе недели международного игрового кино «PriGlobal», который проходил под эгидой «Приштинского международного кинофестиваля PriFest» и победила в номинации «Лучший фильм».